# Каменец (Ленинградская область)
Каменец — деревня в Новосельском сельском поселении Сланцевского района Ленинградской области.

## История
Деревня Каменец, состоящая из 26 крестьянских дворов, упоминается на карте Санкт-Петербургской губернии Ф. Ф. Шуберта 1834 года.

КАМЕНЕЦ — деревня принадлежит её величеству, число жителей по ревизии: 84 м. п., 88 ж. п. (1838 год)

КАМЕНЕЦ — деревня Гдовского её величества имения, по просёлочной дороге, число дворов — 29, число душ — 89 м. п. (1856 год)

КАМЕНЦА (КАМЕНЕЦ) — деревня удельная при колодце, число дворов — 28, число жителей: 99 м. п., 116 ж. п. (1862 год) 

В XIX — начале XX века деревня административно относилась к Старопольской волости 2-го земского участка 1-го стана Гдовского уезда Санкт-Петербургской губернии.
Согласно Памятной книжке Санкт-Петербургской губернии 1905 года деревня образовывала Каменецкое сельское общество.

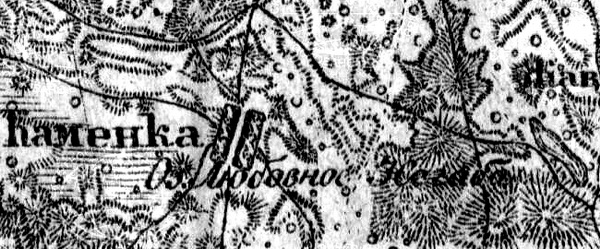
Деревня Каменец на карте 1919 года

Согласно карте Петроградской и Эстляндской губерний 1919 года деревня называлась Каменка.
С 1917 по 1922 год деревня входила в состав Старопольской волости Гдовского уезда.
С 1922 года, в составе Зажупанского сельсовета Доложской волости.
С февраля 1927 года, в составе Выскатской волости.
С августа 1927 года, в составе Рудненского района.
С 1928 года, в составе Столбовского сельсовета. В 1928 году население деревни составляло 296 человек.
С 1930 года, в составе Лужицкого сельсовета.
По данным 1933 года деревня Каменец входила в состав Лужецкого сельсовета Рудненского района. С 1 августа 1933 года — в составе Осьминского района.
С 1 августа 1941 года по 31 января 1944 года, германская оккупация.
С 1961 года, в составе Лужицкого сельсовета Сланцевского района.
С 1963 года, в составе Лужицкого сельсовета Кингисеппского района.
По состоянию на 1 августа 1965 года деревня Каменец входила в состав Новосельского сельсовета Кингисеппского района. С ноября 1965 года, вновь в составе Новосельского сельсовета Сланцевского района. В 1965 году население деревни составляло 25 человек.
По данным 1973 и 1990 годов деревня Каменец входила в состав Новосельского сельсовета Сланцевского района.
В 1997 году в деревне Каменец Новосельской волости постоянного населения не было, в 2002 году — 20 человек (русские — 95 %).
В 2007 году в деревне Каменец Новосельского СП проживал 1 человек, в 2010 году — 13 человек.

## География
Деревня расположена в юго-восточной части района в конце автодороги 41К-163 (Менюши — Заручье — Каменец) к югу от автодороги 41К-020 (Сижно — Будилово — Осьмино).
Расстояние до административного центра поселения — 17 км.
Расстояние до ближайшей железнодорожной платформы Сланцы — 45 км.

## Демография
| 1862 | 2007 | 2010 | 2017 |
| ---- | ---- | ---- | ---- |
| 215  | ↘1   | ↗13  | ↘2   |